# Jacques Doillon

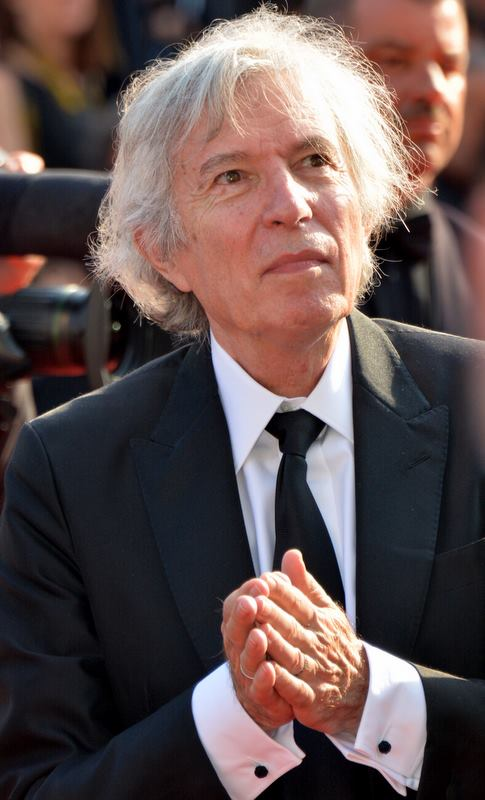
Jacques Doillon beim Filmfestival von Cannes 2017

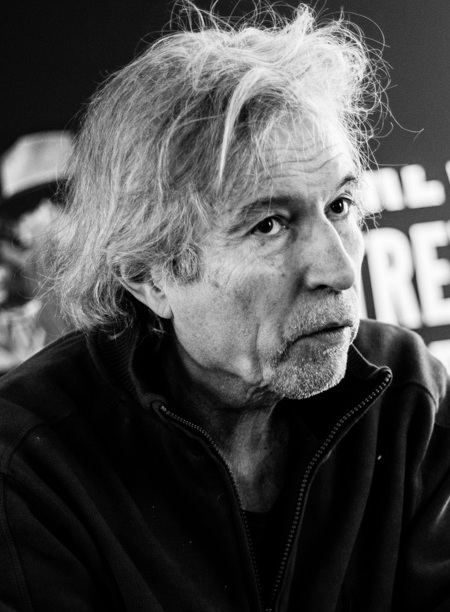
Jacques Doillon, 2013

Jacques Doillon (* 15. März 1944 in Paris) ist ein französischer Filmregisseur und Drehbuchautor.

## Leben
Jacques Doillon begann seine Karriere als Schnittassistent, es folgten mehrere Kurzfilme als Regisseur.
Sein erster eigener Langfilm folgte 1974 mit Die Finger im Kopf. Es folgten über 30 weitere Filme in über 30 Jahren. Seine Filme wurden unter anderen für die Goldene Palme, den Goldenen Bär und den Goldenen Löwen nominiert, errangen aber nur kleinere Filmpreise auf den großen Festivals. Doillon bevorzugt vor allem Kinder und Jugendliche für seine Hauptrollen, um mit ihnen dann in seinen Filmen die Probleme des Heranwachsens widerzuspiegeln, wie zum Beispiel mit dem Film Eine Frau mit 15. So sorgte er 1996 auf dem Filmfestival in Venedig für Aufsehen: Er hatte der damals vierjährigen Victoire Thivisol die Hauptrolle in seinem Film Ponette gegeben. Sie wurde in Venedig als beste Darstellerin ausgezeichnet. Zu seinen bekanntesten und erfolgreichsten Filmen zählen außerdem Der kleine Gangster (1990) und Der junge Werther (1993).
Jacques Doillon war während der 1980er Jahre mit der Schauspielerin Jane Birkin liiert, ihre gemeinsame Tochter ist die französische Schauspielerin Lou Doillon. Mit der Filmeditorin Noëlle Boisson hat er die gemeinsame Tochter Lola Doillon, die wie ihr Vater als Drehbuchautorin und Regisseurin arbeitet.
Im Februar 2024 zeigte die Schauspielerin Judith Godrèche Doillon und den französischen Regisseur Benoît Jacquot wegen sexuellen Missbrauchs bzw. Vergewaltigung an. Beide hätten die damals Minderjährige, die z. B. in Eine Frau mit 15 spielte, Mitte der 1980er Jahre missbraucht. Am 1. Juli 2024 wurden die beiden Beschuldigten von der Kriminalpolizei in Paris in Gewahrsam genommen. Sie bestreiten die Vorwürfe, die ähnlich auch von anderen Schauspielerinnen erhoben wurden.

## Filmografie (Auswahl)
- 1974: Die Finger im Kopf (Les doigts dans la tête)
- 1975: Un sac de billes
- 1978: Die Frau, die weint (La femme qui pleure)
- 1979: Ein kleines Luder (La drôlesse)
- 1980: Ein kleines Luder (La fille prodigue)
- 1984: Die Piratin (La pirate)
- 1985: Der Mann, der weint (La vie de famille)
- 1987: Die Verliebte (L’amoureuse)
- 1988: Eine Frau mit 15 (La fille de 15 ans)
- 1990: Die Rache einer Frau (La vengeance d’une femme)
- 1990: Der kleine Gangster (Le petit criminel)
- 1992: Amoureuse
- 1993: Der junge Werther (Le jeune Werther)
- 1993: Ein Mann am Meer (Un homme à la mer)
- 1994: Germaine und Benjamin (Du fond du cœur)
- 1996: Ponette
- 1998: Viel (zuwenig) Liebe (Trop (peu) d’amour)
- 1999: Kleine Brüder (Petits frères)
- 2001: Ich habe dich nicht um eine Liebesgeschichte gebeten (Carrément à l’Ouest)
- 2003: Raja
- 2008: Le premier venu
- 2010: Le mariage à trois
- 2012: Un enfant de toi
- 2013: Liebeskämpfe (Mes séances de lutte)
- 2017: Auguste Rodin (Rodin)